# Lídia Muñoz Cáceres
Lídia Muñoz Cáceres (Sant Feliu de Llobregat, 8 d'abril del 1981) és una politòloga i política catalana, que fou d'alcaldessa de Sant Feliu de Llobregat des del juny del 2019, en substitució de Jordi San José i Buenaventura, fins al juny de 2022. Anteriorment, havia estat regidora a l'Ajuntament des del 2003. És afiliada a Iniciativa per Catalunya Verds i n'és la presidenta a la seva ciutat.
Muñoz va ser cap de llista de la confluència Sant Feliu En Comú Podem, integrada per ICV, EUiA i Podem, entre d'altres. Va accedir a l'alcaldia de la ciutat després que Esquerra Republicana de Catalunya i Tots per Sant Feliu votessin a favor seu al ple d'investidura, fet que va deixar la socialista Lourdes Borrell i Moreno a l'oposició.
Més enllà dels seus càrrecs a nivell municipal, Muñoz també acumula responsabilitats a òrgans com el Consell Metropolità de l'Àrea Metropolitana de Barcelona, la Xarxa Innpulso, el Consell General de l'Associació Pla Estratègic de Barcelona i la Xarxa Audiovisual Local SL, entre d'altres.